# Naples Foot-Ball Club 1915-1916
Questa voce raccoglie le informazioni riguardanti il Naples Foot-Ball Club nella stagione 1915-1916.

## Stagione
In questa stagione il Naples non disputò il campionato per l'entrata in guerra dell'Italia. Oltre a gare amichevoli, la società disputò e vinse la Coppa Internazionale dal 9 aprile al 30 aprile con Bagnolese, Puteoli, Savoia e Internazionale.

## Divise
| Manica sinistra · Manica sinistra · Maglietta · Maglietta · Manica destra · Manica destra · Pantaloncini · Calzettoni |

## Organigramma societario
Area direttiva
- Presidente:  Emilio Anatra

Area tecnica
- Allenatore:

## Rosa
| N. |                   | Ruolo | Calciatore          |
| -- | ----------------- | ----- | ------------------- |
|    | Italia (bandiera) |       | Baldes              |
|    | Italia (bandiera) |       | Trapanese           |
|    | Italia (bandiera) |       | Borriello           |
|    | Italia (bandiera) |       | Parola              |
|    | Italia (bandiera) |       | Mario Enrico Dodero |
|    | Italia (bandiera) |       | Striano             |

| N. |                   | Ruolo | Calciatore |
| -- | ----------------- | ----- | ---------- |
|    | Italia (bandiera) |       | Iannino    |
|    | Italia (bandiera) |       | Fornari    |
|    | Italia (bandiera) |       | Di Dio     |
|    | Italia (bandiera) |       | Sarnataro  |
|    | Italia (bandiera) |       | Maisto     |